# وزن الذرة (فنون القتال المختلطة)
تشير فئة وزن الذرة (بالإنجليزية: Atomweight) في فنون القتال المختلطة عمومًا إلى المنافسين الذين يقل وزنهم عن 48 كـغ (105.8 رطل)، اعتمادًا على المنظمة. تقع أسفل فئة أثقل وزناً وهي أخف فئة وزن معترف بها على نطاق واسع في فنون القتال المختلطة. يتم استخدام فئة الوزن الذرة في فنون القتال المختلطة بشكل حصري تقريبًا للسيدات.

## الأبطال المحترفون

### الأبطال الحاليون
| المنظمة         | بداية التتويج  | البطل            | السجل             | الدفاعات |
| --------------- | -------------- | ---------------- | ----------------- | -------- |
| الجواهر العميقة | 2 يونيو 2021   | ساوري أوشيما     | 10–3 (1 ض.ق، 6 إ) | 1        |
| إنفيكتا         | 3 مايو 2023    | رايان دوس سانتوس | 14–6 (2 ض.ق، 8 إ) | 0        |
| بطولة ون        | 6 مايو 2016    | / أنجيلا لي      | 11–3 (1 ض.ق، 8 إ) | 5        |
| رود إف سي       | 4 سبتمبر 2021  | يو ري شيم        | 6–3 (2 ض.ق، 1 إ)  | 0        |
| شوتو            | 27 نوفمبر 2022 | شيهيرو ساوادا    | 3-0–1 (1 إ)       | 0        |